# Flammentangare

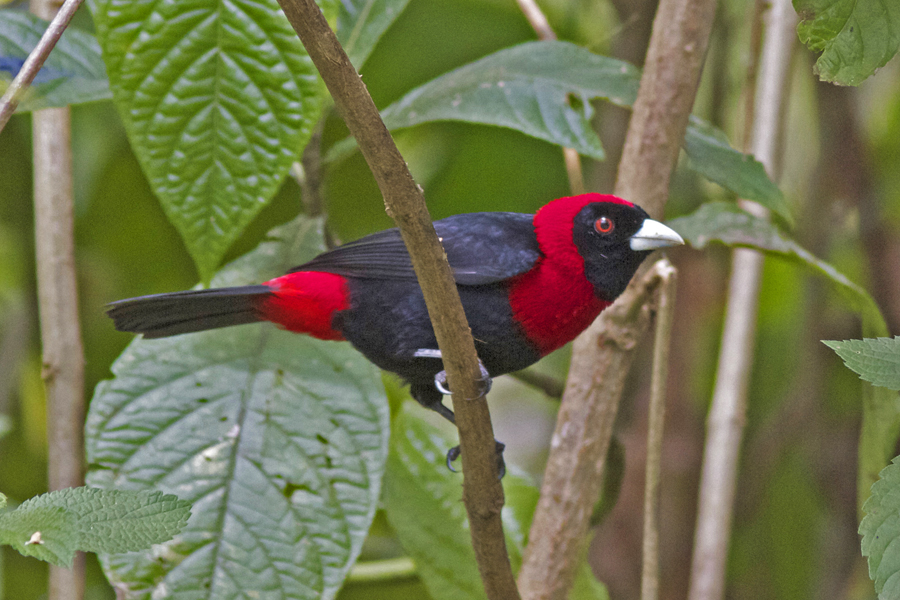
Flammentangare in Costa Rica

Die Flammentangare (Ramphocelus sanguinolentus) ist eine in Mittelamerika vorkommende Vogelart aus der Familie der Tangaren (Thraupidae).

## Merkmale
Die Flammentangare erreicht eine Körperlänge von etwa 17 Zentimetern und ein Gewicht von 35,0 bis 48,0 Gramm. Der Scheitel, der Nacken, die Brust, der Bürzel und der Steiß sind leuchtend karminrot gefärbt, der übrige Körper sowie die Flügel tiefschwarz. Die Steuerfedern sind relativ lang. Die Iris ist rotbraun, der kräftige Schnabel weißlich bis hell blaugrau. Beine und Füße sind dunkelgrau. Beide Geschlechter unterscheiden sich farblich kaum. Die Weibchen zeigen zuweilen etwas blassere Farben.

## Verbreitung, Unterarten und Lebensraum
Neben der im Südosten Mexikos, in Belize und Südhonduras vorkommenden Nominatform Ramphocelus sanguinolentus sanguinolentus ist eine weitere Unterart bekannt:
- Ramphocelus sanguinolentus apricus (Bangs, 1908) – auf der zum Karibischen Meer gewandten Seite von Honduras, im Nordwesten Panamas sowie auf der zum Pazifik gewandten Seite Costa Ricas.

Flammentangare besiedeln bevorzugt Gebüsch reiche, feuchte Waldränder, in Gebieten, die in der Regel vom Flachland bis in eine Höhe von 1200 Metern reichen, in Costa Rica zuweilen bis 1600 Meter.

## Lebensweise
Die Vögel ernähren sich von Früchten und Insekten (Insecta). Gerne werden die Früchte von Schwarzmundgewächsen (Melastomataceae) oder Feigen (Ficus) angenommen. Die Flammentangare leben paarweise oder in kleinen Gruppen, zuweilen auch in der Gesellschaft mit anderen Tangaren-Arten. Die Brutzeit wurde regional unterschiedlich in einem Zeitraum zwischen März und Juni dokumentiert. Das Nest wird in erster Linie aus Moos und Blättern gefertigt und mit drei Eiern versehen. Diese sind blass blau gefärbt und mit bräunlichen Sprenkeln versehen. Weitere Erkenntnisse zum Brutverhalten liegen gegenwärtig nicht vor.

## Gefährdung und Schutz
Die Flammentangare ist in vielen Schutzgebieten und Nationalparks sowie auch außerhalb solcher Gebiete nicht selten und wird demzufolge von der Weltnaturschutzorganisation IUCN als  „Least Concern = nicht gefährdet“ klassifiziert. Im Gegensatz zu vielen anderen Arten scheint die Flammentangare von der Abholzung dichter Wälder sogar zu profitieren, da sie in gerodeten Flächen neue Lebensräume besiedelt hat.